# Haldan Keffer Hartline
Haldan Keffer Hartline (Bloomsburg, Pennsylvania, 22. prosinca 1903. – Fallston, 17. ožujka 1983.), američki fizilog koji je 1967.g. dobio Nobelovu nagradu za fiziologiju ili medicinu.

## Vanjske poveznice
- Nobelova nagrada - životopis (engl.)